# Meyrieu-les-Étangs
Meyrieu-les-Étangs – miejscowość i gmina we Francji, w regionie Owernia-Rodan-Alpy, w departamencie Isère.
Według danych na rok 1990 gminę zamieszkiwało 551 osób, a gęstość zaludnienia wynosiła 65 osób/km² (wśród 2880 gmin regionu Rodan-Alpy Meyrieu-les-Étangs plasuje się na 1099. miejscu pod względem liczby ludności, natomiast pod względem powierzchni na miejscu 1243.).